# ドメニコ・フィオラバンティ
ドメニコ・フィオラバンティ (Domenico Fioravanti、1977年5月31日 - )は、イタリアの元競泳選手。平泳ぎを専門とし、2000年シドニーオリンピックでは100m、200m平泳ぎで2冠を達成。フィオラバンティはイタリアの競泳選手としてオリンピック初の金メダリストである。

## 経歴

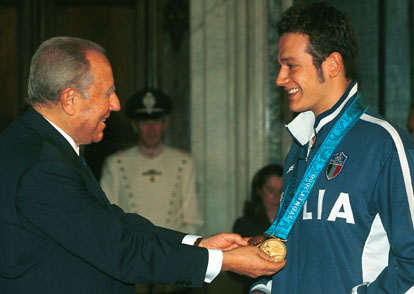
2000年シドニーオリンピックでのフィオラバンティ

フィオラバンティは9歳のとき初めて水泳の競技に参加、1年後には兄に刺激されて、毎日練習を行うようになる。
1995年にヨーロッパ選手権に初出場。1999年には100m平泳ぎで1分01秒34の記録でヨーロッパ選手権を制す。そして翌年のシドニーオリンピックでは、100m、200m平泳ぎの2冠を達成。同年行われたヨーロッパ選手権の100m平泳ぎも制し、ヨーロッパ選手権は2連覇を達成した。
さらに、2001年の世界選手権では100m平泳ぎで銀メダル。50n平泳ぎでも銅メダルを獲得した。
2004年に遺伝性の心臓疾患と診断され、アテネオリンピックに出場することができず、現役引退を余儀なくされた。

## 自己ベスト
- 50m平泳ぎ: 27.72
- 100m平泳ぎ: 1:00.46
- 200m平泳ぎ: 2:10.87